# Clavicula Nox

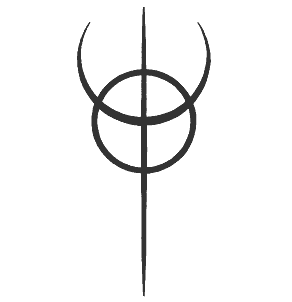
Clavicula Nox symbool

Clavicula Nox is een magisch symbool binnen de Dragon Rouge, een orde die zwarte magie bedrijft. De Latijnse term clavicula noctis betekent letterlijk vertaald sleutel van de nacht.

## Samenstelling
Het Nox symbool is samengesteld uit de symbolen van Atlantis, een drietand geplaatst in een cirkel. De drietand, symbool van Neptunus, Shiva en de duivel, is het symbool van het onderbewuste, terwijl de cirkel het bewuste vertegenwoordigt. Clavicula Nox is een symbool dat het proces van het omzetten van het onderbewuste in het bewuste weergeeft. Het is een psychologische betekenis van de Atlantis-mythen. Thomas Karlsson, mede-oprichter van Dragon Rouge, geeft verdere uitleg over het ontstaan en de betekenis van het symbool:  Neptunus, Shiva en Satan zijn symbolen van het onderste vlak, van een donkere kant van het bestaan. Dit symbool geeft ons het bestaan van mannelijke en vrouwelijke elementen. Het is een tantrische openbaring van de combinatie van een man en vrouw als een centrum voor het stimuleren van een duistere macht. Clavicula Nox is de astrale sleutel, die de poorten opent naar veel verschillende ervaringen. Zij kunnen worden gevonden na een inleiding in de Dragon Rouge, die gelegen is op het 5e niveau, Thagirion. Deze poorten heten Xon, en Clavicula Nox is een kaart die helpt om ze te vinden. Clavicula Nox is ook een sleutel. Sleutel van de nacht, die dient om deze poorten te openen. 

## Trivia
Clavicula Nox is ook een lied van de Zweedse symfonische metalband Therion, een band die zich vaak laat inspireren door Dragon Rouge. Het nummer verschijnt op twee albums: Vovin (vrouwelijke zang, uitgevoerd door Sarah Jezebel Deva) en Crowning of Atlantis (mannelijke zang). De tekst van het lied  verwijst rechtstreeks naar het symbool.